# Strombina francesae
Strombina francesae is een slakkensoort uit de familie van de Columbellidae. De wetenschappelijke naam van de soort is voor het eerst geldig gepubliceerd in 1974 door J. Gibson-Smith.